# Distrito Unión de Escuelas Secundarias de El Monte
El Distrito Unión de Escuelas Secundarias de El Monte (El Monte Union High School District, EMUHSD) es un distrito escolar de California. Tiene su sede en El Monte. Gestiona escuelas en El Monte, South El Monte y Rosemead. El distrito cubre las ciudades del El Monte, South El Monte, la porción norte de Rosemead, la porción sureste de Temple City y la zona no incorporada de North El Monte.

## Escuelas
- Escuela Secundaria Arroyo[4]
- Escuela Secundaria El Monte[5]
- Escuela Secundaria Mountain View[6]
- Escuela Secundaria Rosemead[7]
- Escuela Secundaria South El Monte[8]
- Fernando R. Ledesma High School
- Adult School ("Escuela para adultos")